# Josep Maria Baget Herms
Josep Maria Baget Herms (Barcelona, 29 de febrer de 1944 - Barcelona, 8 de setembre de 2004) fou un periodista i crític de televisió, va ser un dels pioners d'aquest gènere a Catalunya.
Llicenciat en Filosofia i Lletres i doctor en Ciències de la informació per la Universitat Autònoma de Barcelona, des de 1980 va ser professor titular de teoria i anàlisi de la televisió a la Facultat de Ciències de la Comunicació d'aquesta universitat. Des de 1995 va ser també professor titular d'Història i gèneres de la televisió a la Universitat Pompeu Fabra.
Durant 26 anys, des de novembre de 1978 i fins que va morir, va treballar com a crític televisiu per La Vanguardia, on va crear la secció La guía del espectador inquieto. Anteriorment, havia col·laborat en altres publicacions com Imagen y Sonido, Serra d'Or, Oriflama, Canigó, Gaceta Ilustrada, Diario 16, Teleprograma i El Correo Catalán.
Paral·lelament, va realitzar una destacada tasca com a historiador del mitjà televisiu, amb la publicació d'obres com Televisión, un arte nuevo (1965), 18 años de TVE (1975), Historia de la televisión en España 1956-1975 (1993), Història de la televisió a Catalunya (1994), Quaranta anys de televisió a Catalunya: 1959-1999 (1999) o La Nostra: vint anys de TV3 (2003), entre d'altres.
Va morir amb seixanta anys, el 8 de setembre de 2004, a causa d'una malaltia cardíaca que patia des de la seva infantesa.

## Obres
- Televisión, un arte nuevo (1965). ISBN 84-321-1189-9
- 18 años de TVE (1975) ISBN 84-85205-00-6
- La televisió a la Catalunya autònoma, amb altres autors (1981). ISBN 84-297-1692-0
- L'Europa del telefilm. ERI/RAI, 1987.
- Historia de la televisión en España 1956-1975 (1993). ISBN 84-87799-02-7
- Història de la televisió a Catalunya (1994). ISBN 84-393-3021-9
- Quaranta anys de televisió a Catalunya: 1959-1999 (1999). ISBN 84-7306-580-8
- "La Nostra": vint anys de TV3 (2003). ISBN 84-8437-621-4